# 黄光鋭
黄 光鋭（こう こうえい / ファン・グワンルイ、黃光銳）は、中華民国空軍の軍人。

## 経歴
台山県白沙鎮潮境田心村出身。幼い頃に父親と共にアメリカに移住。1916年、華僑の蔡司度によってサンフランシスコに飛行学校が設立されると入学、飛行技術を学習する。
1917年9月、軍政府大元帥に就任した孫文は、林森を国民党アメリカ総支部（國民黨美洲支部）支部長としてアメリカに派遣し、楊仙逸、陳応権ら航空人材を留学させ収集、育成しようとした。1919年8月24日、蔡全湘ら有力華僑の支援でサンフランシスコに飛行学校「図強飛機公司」が成立すると、すでに飛行免許を取得していたが入学、技術をさらに磨く。1920年、国民党アメリカ総支部の推薦で楊仙逸が組織した飛行訓練隊に参加。1922年末、中国に帰還。当時の広州は反乱を起こしていた陳炯明が掌握しており、反乱前に北伐で東部に派遣されていた陳慶雲]と張恵長は合流できずに孤立し乗機を焼却処分、陳応権は陳炯明の軍門に下り、黄秉衡と楊官宇は病に倒れていたため、黄は水上機で珠江一帯の偵察や広州東郊外の爆撃に当たる。
1923年3月、航空局（局長：楊仙逸）飛機第1隊隊長。4月、沈鴻英が反乱を起こすと、林偉成、黄秉衡とともに対地攻撃を行う。7月、楊仙逸が開発した初の中国国産機「楽士文号」のパイロットを務め、宋慶齢夫人を乗せて広州の空をデモ飛行した。その後もマカオから輸入した水上機で肇慶の沈鴻英軍残党の掃討戦に従事し、黄秉衡、黄晶とともに「三黄」と称された。
1924年、広東航空学校飛行教官。
1926年8月、広東航空学校校長。1927年春、陳済棠を領隊とする購機委員会の一員としてソ連へ視察し、航空機と器材の購買の他、ソ連空軍の組織編成や教育体制について学んだ。7月に寧漢分裂が起こり、南京・武漢両政府が共産党を排除すると航空機の購買交渉は白紙となったが、周宝衡、楊官宇とともにソ連に留まり、高級飛行技術を学ぶ。
1928年3月26日、第8路軍の航空処が設立され、処長に張恵長、第1飛機隊隊長に黄光鋭が就任。同年、航空処は航空産業の重要性を全国にアピールし「航空救国」の思想を示すべく中国一周飛行を計画、第1陣は張恵長、楊官宇、黄毓沛ら4名がライアン ブロアム B-5「広州号」で、第2陣は黄光鋭と陳慶雲、周寶衡、梁慶銓がライアン ブロアム B-5の水上機仕様「珠江号」で行う事となった。11月11日、広州号は大沙頭飛行場から漢口、南京、北平、奉天、天津、上海を回り12月17日に、珠江号は12月8日に広州から寧波、杭州、上海、武漢、長沙と梧州を回り、12月30日に無事広州に到着した。翌年、航空処処長。
1929年9月、中華航空協進第2回全国代表大会候補執行委員。
1930年、航空処が空軍司令部に改編されると司令に就任。
1931年5月、陳済棠が広州国民政府を樹立するとそれに従い、6月2日、広東空軍総司令部（司令：張恵長）参謀長兼第1飛機大隊司令。
満州事変勃発後、張恵長司令が中央政府に離反した孫科支持者であったことから、1932年4月20日、陳済棠は空軍への統制を強めるため空軍総司令部を空軍司令部に縮小、第1集団軍総部に隷属させると、それに反発し離反した張恵長の後任で空軍司令に就任。
1936年5月、航空委員会委員。6月に両広事変が起こると、藍衣社の戴笠は広東空軍参謀長の陳卓林を、CC系の朱家驊は中大天文台主任兼広東航校学科主任の張雲を買収するなど、広東空軍の切り崩しを策していた。また、7月2日には第5隊の黄志剛らパイロット7名が各自機体とともに中央政府に投降し、陳済棠への批判声明を出した。黄光鋭もこうした動きを看過できず、抗日団結のため、広東空軍の9個飛行中隊70機（72機、73機とも）を一斉離脱させ、中央空軍へと帰順させる“北飛”行動を策した。行動は7月18日の深夜に実行され、従化飛行場などから小分けして離陸し、既に中央政府への帰順を表明した余漢謀の部隊がある韶関を経由して飛んだ。うち1機が定員オーバーのため墜落する悲劇があったが、充分な準備により、謝莽を隊長として各飛行機は南昌などに着陸した。黄光鋭、陳卓林、胡漢賢の3人（5名とも）は韶関から教練機に分乗し香港に到着、その後水路で南昌に渡った。南京中央政府に到着したのちは中央空軍に参加。
1936年8月6日、中央航空学校校長。
1937年5月、航空委員会常務委員兼第2庁庁長。日中戦争勃発後の8月18日、空軍少将。1938年、南昌航空站原站長の楊官宇に命じて容章炳、鄧伯強、容章灝ら元広東空軍メンバーを集めさせ、空中運輸隊を新設。老朽化した輸送機を使っていたが、成都に逃れた頃には全機喪失していたため、1939年夏にビーチクラフト D17Rとデ・ハビランド DH.89を4機ずつ導入した。
1938年3月、航空委員会技術庁庁長。同年、空軍軍士学校校長。
1939年5月、航空委員会副主任兼航空研究所所長。
1941年4月、航空委員会軍政所長。
1943年2月、航空委員会副主任。
1946年1月10日、空軍中将。同年、空軍総司令部成立に伴い装備部部長。10月、制憲国民大会代表に選出される。
1949年、香港に移住。後にアメリカに移住。

## 栄典
- 銀質獎章 1929年4月[26]
- 四等宝鼎章（中国語版） 1931年2月28日[27]
- 三等雲麾勲章（中国語版） 1936年11月12日[28]
- 陸海空軍甲種一等獎章 1943年7月6日[29]
- 二等空軍復興栄誉勲章 1943年10月10日[30]
- 三等宝鼎勲章 1944年8月13日[31]
- 抗戦勝利勲章（中国語版） 1945年10月10日[32]
- 忠勤勲章 1946年1月11日[33]

## 参考
- 馬毓福編著 (1994). 1908-1949中国军事航空. 航空工业出版社
- 盧克彰編著 (1974). 空軍建軍史話. 空軍總部政治作戰部
- “国軍空軍少将介紹” (中国語).   中国黄埔軍官学校網. 2017年11月5日閲覧。
- “黃光銳“航空救國”” (中国語). 中国共産党新聞網. (2017年8月3日) 2017年11月5日閲覧。
- “黃光銳（1898-1985）” (中国語).   傳記名人堂. 2017年12月7日閲覧。

| 軍職             | 軍職                                                        | 軍職          |
| ---------------- | ----------------------------------------------------------- | ------------- |
| 先代 なし 毛邦初 | 航空委員会副主任 初代：1939.5 - 1940.8.19 第4代：1943.2 - ? | 次代 毛邦初 ? |